# Еліава Георгій Григорович
Георгій Еліава (груз. გიორგი ელიავა; 1892–1937) — грузинський учений, мікробіолог, бактеріолог.

## Біографія
Георгій Еліава народився 13 січня 1892 року в селі Сачхере. У 1909 році вступив до Новоросійського університету в Одесі. Він хотів вивчати літературу. Під час перших років навчання в університеті він приєднався до студентського революційного руху і був виключений з університету без права вступу до будь-якого іншого університету в Росії. Однак його багатим і впливовим родичам вдалося відправити його до Женеви, де в 1912-1914 роках Еліава прослухав курс бактеріології. Влітку 1914 року Еліава повернувся до Грузії на канікули, але після початку Першої світової війни не зміг повернутися до університету в Женеві для продовження навчання. Завдяки зусиллям родичів він отримав дозвіл продовжити навчання на медичному факультеті Московського університету в Росії, який закінчив у 1916 році. Того ж року його призначили завідувачем Кавказької фронтової бактеріологічної лабораторії в Трабзоні. З 1917 року очолив Тбіліську бактеріологічну лабораторію, яка належала до Союзу кавказьких міст. Досліджуючи у 1917 році воду річки Кура на наявність холерного вібріона, зробив наступне відкриття: Посів води на основний пептоновий розчин призводить протягом перших годин до утворення мікробної плівки; дослідження сухих забарвлених препаратів дозволяє визначити наявність морфологічно типових вібріонів; але посів плівки на агар — не призводить до видимого росту; холерні вібріони «зникали»; тільки, в місці посіву, поверхня агару втрачала свій звичайний блиск, ставала матовою. Це явище зацікавило його та згодом привело до глибшого вивчення бактеріофагів.
У 1919-1921, 1925-1927 та 1931 роках Еліава працював в Інституті Пастера в Парижі разом з відомими бактеріологами: Емілем Ру, Шарлем Ніколем (лауреатом Нобелівської премії з медицини 1903 року), Альбером Кальметтом, Гастоном Рамоном та іншими. На початку 1920-х років він познайомився там з Феліксом Д'ерелем, який заклав основи для використання бактеріофагів в медичній практиці.
У 1923 році за ініціативою Георгія Еліави був створений Тбіліський бактеріологічний інститут, директором якого він став. Одночасно з адміністративною діяльністю у 1927-1937 роках Еліава викладав у Тбіліському державному університеті, очолюючи кафедру гігієни, а згодом кафедру мікробіології. У 1934 році під його керівництвом було відкрито Центр вивчення чуми в Тбілісі (нинішній Національний центр контролю за захворюваннями).
У 1936 році заснував Науково-дослідний інститут бактеріофагів, і став першим його директором. Основним напрямком діяльності інституту було вивчення бактеріофагів та фаготерапії. У 1938 Інститут бактеріофагів, створений Георгієм Еліава, був об'єднаний з Інститутом мікробіології та епідеміології. Об'єднаний інститут перебував під управлінням Наркому охорони здоров'я Грузії до 1951 року, коли його було передано системі Інститутів вакцин і сироваток Міністерства охорони здоров'я СРСР. У 1988 році бактеріологічний інститут у Тбілісі був перейменований на честь свого засновника і став називатися Інститутом Георгія Еліава.
Георгій Еліава був одружений з відомою оперною співачкою Амелією Еліава-Воль-Левицькою (сценічне ім'я Меланія).

## Репресії
Еліава мав друзів серед старих більшовиків, а саме Серго Орджонікідзе та Буду Мдівані. Ці покровителі допомогли йому знайти державну підтримку для дослідження бактеріофагів. У 1936 році потрапив під сталінську "велику чистку" покровитель Еліави, старий більшовик Буду Мдівані. Лаврентій Берія прибирав усіх, кого він вважав за конкурентів, і тепер мав змогу помститися Еліаві.
23 січня 1937 року Георгій Еліава був заарештований Наркоматом внутрішніх справ. Його звинуватили в шпигунстві на користь французького уряду та спробі поширити епідемію серед населення. 9 липня 1937 року Військова колегія Верховного суду засудила його до розстрілу як ворога народу. Також були засуджені та страчені як члени «правотроцькістської організації» керівники харківського та київського центрів дослідження бактеріофагів в Україні, Мойсей Іонович Мельник та Гнат Омелянович Ручко. Серед дико абсурдних, але типових звинувачень, ретельно перелічених у справах НКВС, їх звинуватили у «проведенні диверсій у мікробіології з використанням препаратів бактеріофага, виготовленні препаратів для бактеріологічної війни» та вербуванні мікробіологів, незадоволених політикою партії.
Георгія Еліаву та його дружину розстріляли 10 липня, а їхню єдину доньку депортували до Середньої Азії.